# Świbno (przystanek kolejowy)
Świbno – zlikwidowany wąskotorowy przystanek osobowy w Gdańsku, na osiedlu Świbno (dzielnica Wyspa Sobieszewska), w województwie pomorskim. Położony był na trasie z Koszwał do Stegny Gdańskiej otwartej w 1905 roku. W 1974 roku odcinek do lewego brzegu Wisły został rozebrany.